# Burkau
Burkau es un municipio situado en el distrito de Bautzen, en el estado federado de Sajonia (Alemania), a una altitud de 200 metros. Su población a finales de 2016 era de unos 2600 habs. y su densidad poblacional, 80 hab/km².